# ウドゥ

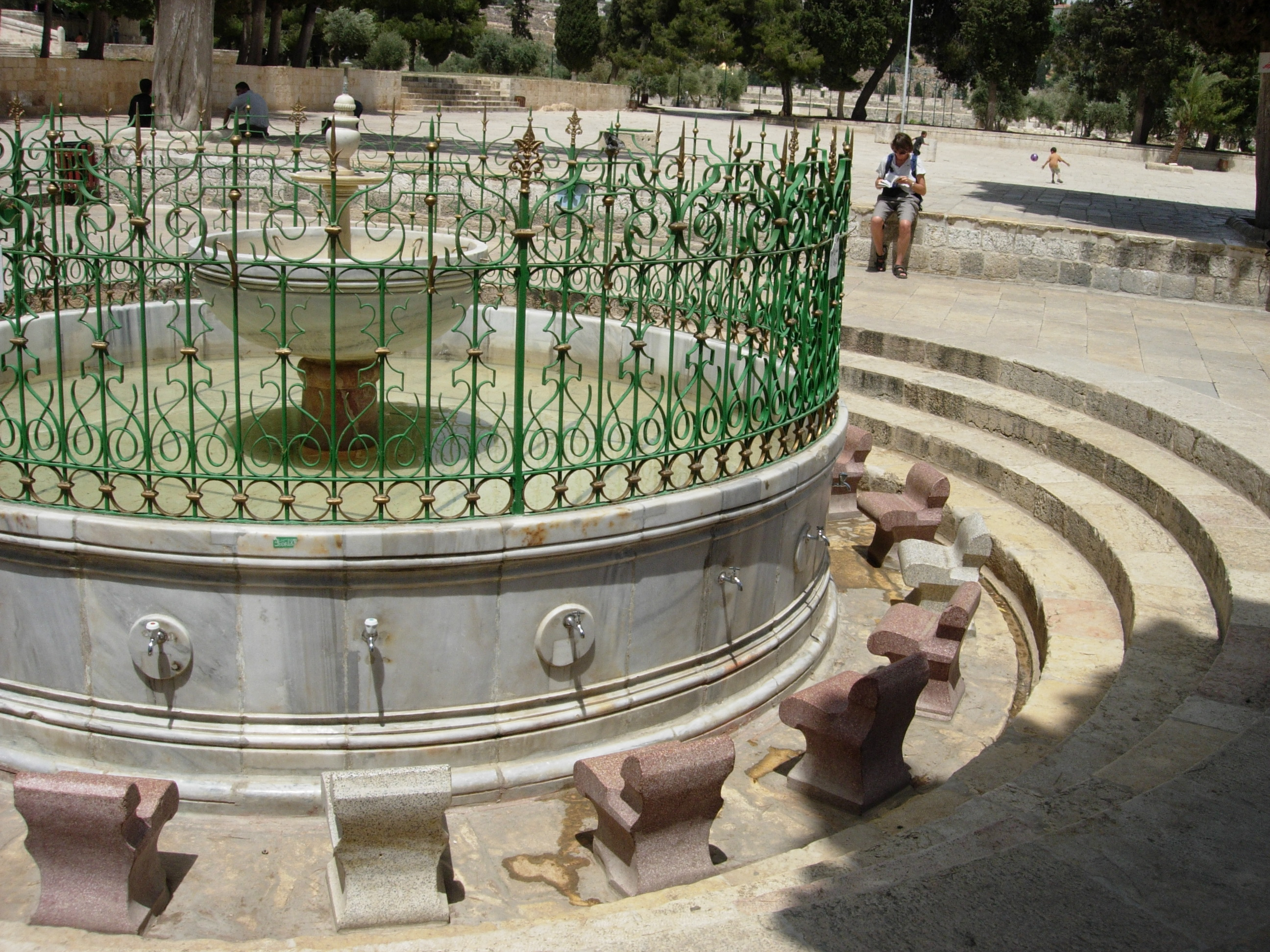
エルサレム アル＝アクサー・モスクのウドゥの為の洗い場

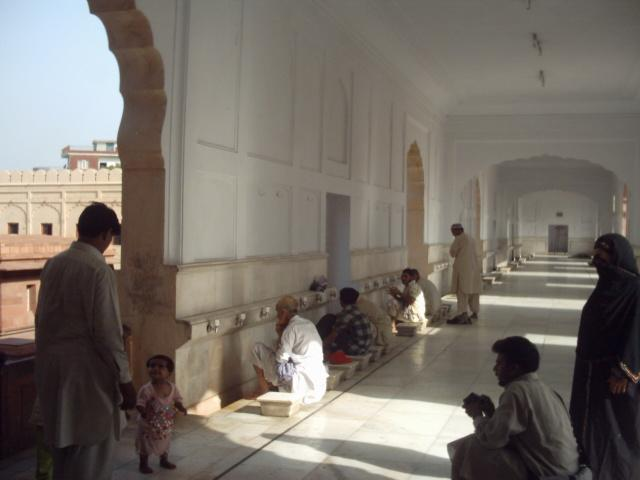
ラホールのBadshahi Mosqueの洗い場でウドゥを行う人々

ウドゥまたは小浄（英語: Wudu、アラビア語: الوضوء al-wuḍūʼ ）とは、イスラム教で礼拝の前に体の一部を水で洗う清めの行為のこと。クルアーン（コーラン）2.222には「アッラーは、悔悟して一図に帰する者を愛でられ、心と体が清潔である者を愛でる」とも書かれている。
また、ムスリムはクルアーンを手に持つ時や読む時には清潔な手であるべきであるとされている。クルアーン56.79には「清められた者以外触れるな」と書かれている。身体や衣類を清めることをタハラ（アラビア語: طهارة Tahara(h)）という。
具体的な例として、モスクなどに併設されている洗い場で「手」、「口」、「鼻」、「顔」、「腕」、「髪の毛」、「耳」、「足」の順に身体の部位を洗い、またその回数は各々3回と決められており、加えて「手」や「腕」、「耳」や「足」などは「右」から先に洗うことである。